# Pattalinus mirificus
Pattalinus mirificus är en skalbaggsart som beskrevs av Gilmour 1961. Pattalinus mirificus ingår i släktet Pattalinus och familjen långhorningar. Inga underarter finns listade i Catalogue of Life.